# Козаклы
Козаклы (тур. Kozaklı) — город в провинции Невшехир Турции. Его население составляет 7359 человек (2009). Высота над уровнем моря — 1049 м.